# Louis Leménil
Louis Leménil, né en 1805 à Paris et mort le 21 juillet 1872 à Paris 9e, est un comédien français.

## Biographie
Il débuta en province, puis vint à Paris pour être engagé en 1827 au Théâtre de la Gaîté. Il obtint de francs succès dans les rôles de niais et d’ahuri.
Il passa ensuite au Théâtre du Palais-Royal en 1834. Sa voix stridente, qui faisait bien porter ses phrases, le fit exceller dans les rôles de militaires.
Il se maria avec la fille du mime Gougibus, Marie Élisabeth Adrienne Gougibus (1806-1886), qui jouait alors sous le nom de Mlle Élisa au Théâtre de la Gaîté, et qui passa avec lui au Théâtre du Palais-Royal sous le nom de Mme Leménil.
Il est le père des architectes Émile Leménil (1832-1923) et Edme Leménil (1836-1884).
En 1850, séduit par des offres avantageuses, ils partirent tous les deux en Russie, à Saint-Pétersbourg, où ils s’adaptèrent parfaitement, et où ils restèrent 16 ans jusqu’à leur retraite. Pourtant en 1860, Leménil était à Paris, où il joua dans deux pièces de Labiche.
Il meurt à la suite d'une opération et de trois semaines de souffrances (« Le Ménestrel » du 28 juillet 1872), et est inhumé au cimetière de Montmartre, 21e division, chapelle visible de l'avenue Cordier ; sa femme l'y rejoindra en 1886.

## Principaux rôles
- 1834 : Le Triolet bleu, de Ferdinand de Villeneuve et Michel Masson, Théâtre du Palais Royal : Ferdinand Burger
- 1839 : Rothomago, revue en un acte d'Hippolyte et Théodore Cogniard, représentée la première fois à Paris le 1er janvier 1839 au théâtre du Palais-Royal : Ruy-Blas[3]
- 1841 : Le Vicomte de Létorières, de Jean-François Bayard et Dumanoir : Pomponne, précepteur de Létorières
- 1843 : Brelan de troupiers, de Dumanoir et Étienne Arago : Mme Portugal
- 1844 : Le Major Cravachon, d'Eugène Labiche, Auguste Lefranc et Paul Jessé : Cravachon
- 1844 : Deux Papas très bien ou la Grammaire de Chicard, d'Eugène Labiche et Auguste Lefranc : Poupardin
- 1845 : Les Pommes de terre malades, de Clairville et Dumanoir : Topinambour, Premier ministre
- 1860 : Le Voyage de monsieur Perrichon, d'Eugène Labiche et Édouard Martin : Joseph
- 1860 : Les Deux Timides, d'Eugène Labiche et Marc-Michel : Anatole Garadoux